# 滝ヶ原駐屯地

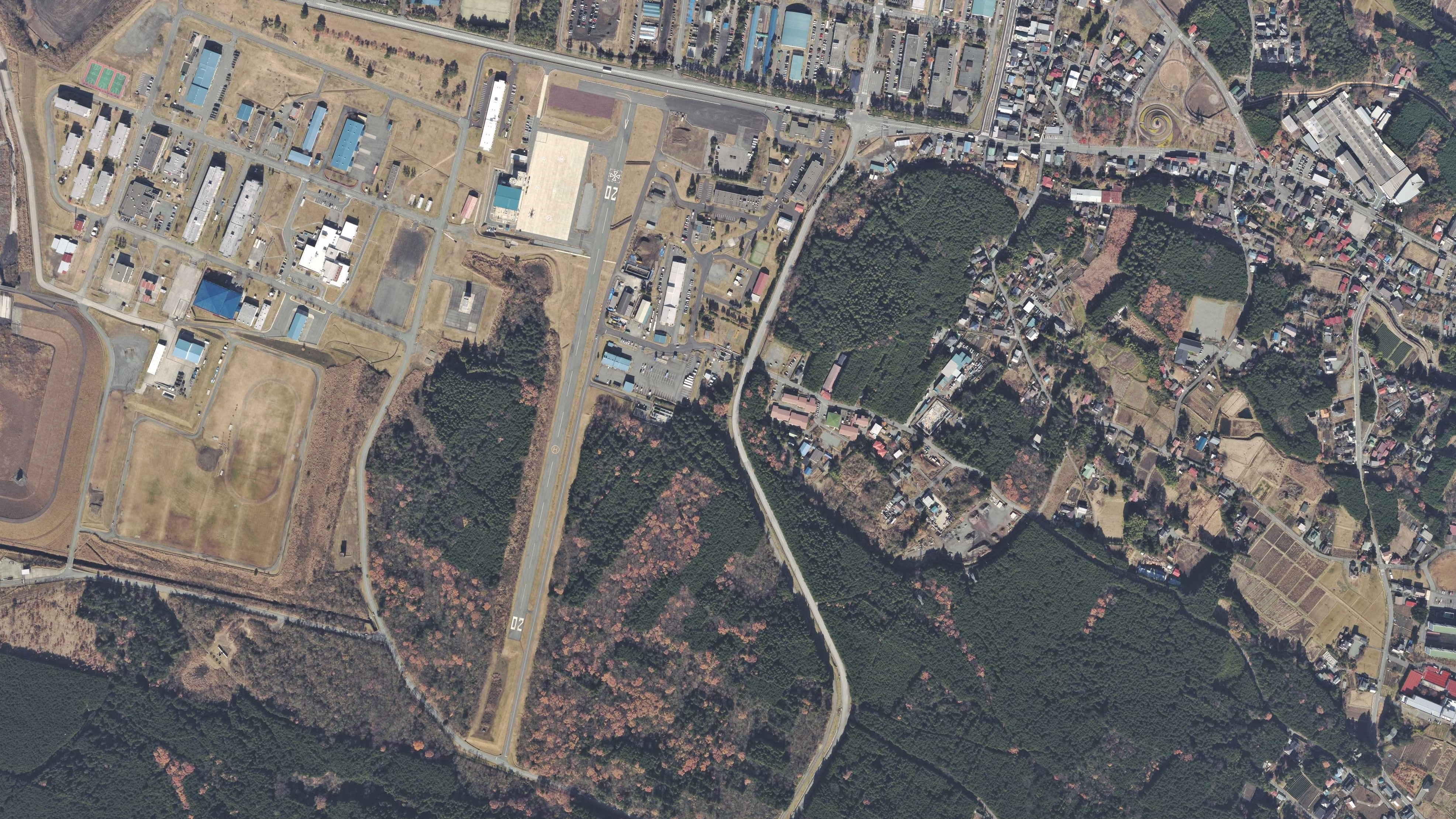
滝ヶ原駐屯地滑走路の空中写真（2012年）

滝ヶ原駐屯地（たきがはらちゅうとんち、JGSDF Camp Takigahara）は、静岡県御殿場市中畑2092-2に所在し、普通科教導連隊等が駐屯する陸上自衛隊の駐屯地。

## 概要
駐屯地司令は、普通科教導連隊長が兼務。最寄の演習場は、東富士演習場と北富士演習場。
当駐屯地駐屯部隊である飛行教導隊富士飛行班および東部方面管制気象隊第2派遣隊の施設の一部は、道路を挟んで南側に隣接するアメリカ海兵隊キャンプ富士内に所在し、ICAO空港コードRJATに規定される「富士場外離着陸場」に指定されている。
毎年8月第1日曜日に開催される富士登山駅伝にて、2019年（令和元年）までに最多26回の優勝を誇る。

## 沿革
日本陸軍
- 1908年（明治41年）：日本陸軍が滝ヶ原廠舎を設置。

アメリカ陸軍
- 戦後：進駐アメリカ陸軍がノースキャンプを開設。

陸上自衛隊
- 1960年（昭和35年）3月24日：富士学校航空班が滝ヶ原分屯地に移駐[1]。

陸上自衛隊富士駐屯地滝ヶ原分屯地
- 1960年（昭和35年）4月11日：富士駐屯地滝ヶ原分屯地を開設[2]。普通科教導連隊が富士駐屯地から移駐。滝ヶ原分屯地司令に職務指定。
- 1961年（昭和36年）12月：富士学校自動車教習所が静岡県公安委員会指定自動車教習所として指定を受け富士駐屯地から移転[3]。
- 1962年（昭和37年）1月18日：

1. 富士学校飛行班が富士飛行班に改編され東部方面航空隊に編合。
2. 東部方面管制気象隊（霞ヶ浦駐屯地）が新編され、第2派遣隊が編成完結[4]。

- 1968年（昭和43年）8月1日：第101装甲輸送隊が東部方面隊直轄部隊として編成完結。
- 1972年（昭和47年）
  - 7月：第110施設大隊が富士駐屯地から移駐。
  - 10月：富士学校自動車教習所の設置者が富士学校長から富士教導団長に変更[3]。
- 1973年（昭和48年）3月25日：富士教導団教育隊が編成[3]。

陸上自衛隊滝ヶ原駐屯地
- 1974年（昭和49年）
  - 4月11日：富士駐屯地の分屯地から駐屯地に昇格[5]。
  - 8月1日：滝ヶ原駐屯地業務隊および第433会計隊が編成完結。
- 1975年（昭和50年）3月：第307基地通信中隊（富士駐屯地）より、第309基地通信中隊滝ヶ原派遣隊として独立。
- 1977年（昭和52年）3月25日：教育支援飛行隊（明野駐屯地）新編にともない、富士飛行班が同隊に編入され、教育支援飛行隊富士飛行班と改称。
- 1983年（昭和58年）8月：第8回富士登山駅伝優勝。この年より5連覇を達成する。
- 1988年（昭和63年）3月25日：第101装甲輸送隊が廃止。
- 1990年（平成02年）8月：富士登山駅伝優勝。この年より3連覇。
- 1991年（平成03年）6月：雲仙普賢岳噴火による災害派遣出動。レンジャー課程履修中の隊員が訓練中に殉職。
- 1992年（平成04年）5月：富士山行方不明者捜索による災害派遣。遺体を収容。
- 1994年（平成06年）3月：普通科教導連隊に対戦車中隊が編成完結。
- 1999年（平成11年）8月：富士登山駅伝7年ぶり9度目の優勝。この年より8連覇。
- 2002年（平成14年）3月27日：第110施設大隊を廃止し、教育支援施設隊として再編成。
- 2014年（平成26年）4月13日：滝ヶ原駐屯地 創立40周年記念行事の開催。
- 2019年（平成31年）3月26日：教育支援飛行隊を飛行教導隊（明野駐屯地）へ改編。飛行教導隊富士飛行班へ改称。

## 駐屯部隊

### 防衛大臣直轄部隊
- 陸上自衛隊富士学校
  - 富士教導団
    - 普通科教導連隊
    - 教育支援施設隊
    - 富士教導団教育隊
    - 富士学校自動車教習所

  - 部隊訓練評価隊
    - 評価支援隊
- 陸上自衛隊航空学校
  - 飛行教導隊
    - 富士飛行班
- 警務隊
  - 東部方面警務隊
    - 第128地区警務隊
      - 滝ヶ原連絡班

### 東部方面隊隷下部隊
- 東部方面航空隊
  - 東部方面管制気象隊
    - 第2派遣隊
- 東部方面会計隊
  - 第433会計隊
- 東部方面システム通信群
  - 第105基地システム通信大隊
    - 第305基地システム通信中隊
      - 滝ヶ原派遣隊
- 滝ヶ原駐屯地業務隊

### 共同の部隊
- 自衛隊情報保全隊
  - 東部情報保全隊
    - 滝ヶ原情報保全派遣隊

## 駐屯していた部隊
- 第101装甲輸送隊「101装甲」：1968年（昭和43年）8月1日新編。1988年（昭和63年）3月25日廃止。
- 第110施設大隊「110施」：1972年（昭和47年）7月富士駐屯地から移駐。2002年（平成14年）3月27日廃止。教育支援施設隊として再編成。
- 教育支援飛行隊富士飛行班：1977年（昭和52年）3月：教育支援飛行隊（明野駐屯地）新編にともない、富士飛行班が同隊に編入され、教育支援飛行隊富士飛行班に改称。2019年（平成31年）3月26日飛行教導隊富士飛行班へ改称。

## 最寄の幹線交通
- 高速道路：東名高速道路御殿場IC、裾野IC
- 一般道：国道138号、国道246号、国道469号、静岡県道23号御殿場富士公園線、静岡県道401号・神奈川県道736号御殿場箱根線
- 鉄道：JR御殿場線御殿場駅
- 路線バス：富士急モビリティE青少年交流の家線滝ヶ原自衛隊停留所
- 港湾：清水港（特定重要港湾）、田子の浦港、横浜港（共に重要港湾）
- 飛行場：羽田空港

## 富士学校自動車教習所
駐屯地内に富士教導団長を設置者、富士教導団教育隊長を管理者とする自動車教習所が置かれている。これは静岡県公安委員会の公認をうけたものであり、法令上は一般の自動車教習所と何ら変わりはない。2006年（平成18年）4月現在の教習内容は、大型自動車免許、大型特殊自動車免許、大型特殊自動車（カタピラ車限定）であるが、大型自動車免許については中型自動車免許の新設に伴い、自衛隊車両限定の大型自動車免許に変更された。